# Берман, Харитон Абрамович
Харитон Абрамович Берман (17 ноября 1923 года, Ровно — 21 августа 2007 года)— советский и украинский врач-кардиолог и врач-терапевт высшей категории, общественный деятель и журналист. Был постоянным корреспондентом газет «Форвертс», «Лецте наес», «Биробиджанер штерн», «Советиш Геймланд», «Ди идише гас», «Идише ворт», «Эйникайт», «Еврейский Обозреватель», «ВЕК», «Возрождение» и других. Главный кардиолог Белой Церкви. Воссоздатель еврейской общины города Белая Церковь. Дважды депутат Белоцерковского горсовета, член президиума Еврейского совета Украины, член Совета регионов Еврейской Конфедерации Украины, член Объединенной Еврейской общины Украины, заместитель Президента Киевской областной общины, член Всемирного координационного комитета БУНД, заслуженный деятель ЕСУ. Председатель Белоцерковской городской еврейской общины, «Еврейский журналист года». Почетный гражданин города Белая Церковь.

## Биография
17 ноября 1923 года у Розы Берман и Абрама Бермана родился сын Харитон. В доме его родителей вечерами собирались представители еврейской интеллигенции, соблюдались еврейские традиции. Мальчик рос и воспитывался в атмосфере единства еврейского народа. Несмотря на то, что он учился в польской гимназии он самостоятельно принялся за изучение идиша. Окончив школу Харитон Берман поступил в Сталинградский медицинский институт но окончить не успел из-за начала Великой Отечественной войны. При подходе немецко-фашистских захватчиков к Сталинграду Харитон Абрамович добровольцем ушел на фронт. Несмотря на несколько боевых ранений он прошел от Сталинграда до Праги. Родители, вместе с другими евреями города, погибли в оккупированном Ровно в 1941 году.
За участие в войне он получил ордена и медали. После войны он стал инвалидом, окончил Киевский медицинский институт, а с 1953 года переехал жить жил в Белую Церковь. Поженился на Софье Марковне. Там он прошел путь от участкового врача, заведующего терапевтическим отделением до главного кардиолога города и главы научно-терапевтического общества Белой Церкви.
С 1953 по 1998 год проработал в 1-й и 2-й белоцерковских больницах терапевтом и кардиологом. Одновременно с работой врачом он принимал активное участие в общественной жизни города и еврейской общины. В частности в 1998 году оо организовал и возглавлял общество еврейской культуры им. Шолом-Алейхема. Одновременно с этим он стал главой еврейской общины города Белая Церковь.
В профессиональном плане он был выбран председателем терапевтического общества Белой Церкви. 17 ноября 2003 года за большой вклад в развитие города, значительные заслуги перед общиной города, за активную общественную деятельность, решением исполкома Белоцерковского горсовета ему было присвоено звание «почетный гражданин Белой Церкви».
По личной инициативе Харитона Бермана в Белой Церкви начали функционировать ежедневная и воскресная еврейские школы, библиотека, детский сад, женский клуб, еврейский театр «Гуте фрайнт» и другие организации.
С 1989 года был делегатом всех еврейских съездов.
Празднование 80-летнего юбилея прошло в огромном зале Дворца культуры «Сельмашовец».
Скончался 21 августа 2007 года.

## Профессиональные членства
- Член редколлегий газеты «Возрождение, XXI век»[4]
- Член редколлегий газеты «Дос идише Ворт», издаваемой в Варшаве[4]
- Член Совета регионов Еврейской конфедерации Украины[4]
- Член Совета регионов Объединённой еврейской общины Украины[4]
- Вице-президент Киевской еврейской областной общины[4]

## Публикации
Писал на русском, украинском, идише, и на иврите. Среди публикаций:
- Той, що перейшов ріку : пам’ятi Григорія Полянкера
- УКРАИНСКАЯ НАЦИОНАЛЬНАЯ РЕВОЛЮЦИЯ И ЕВРЕИ Архивная копия от 25 ноября 2020 на Wayback Machine
- НЕЗАБЫВАЕМЫЕ ДНИ ПРЕБЫВАНИЯ ВЛАДИМИРА ЖАБОТИНСКОГО В РОВНО
- МЫ, ЕВРЕИ, ВЕЧНЫ…
- В ПАМЯТЬ 0 НЕМИРОВСКОЙ РЕЗНЕ
- АВРААМ КАРПИНОВИЧ: «БЫЛО, БЫЛО КОГДА-ТО ВИЛЬНО» Архивная копия от 25 сентября 2017 на Wayback Machine